# 자체 서명 인증서
자체 서명 인증서(Self-signed certificate)는 암호화 및 컴퓨터 보안에서 CA(인증 기관)에서 발급하지 않은 공개 키 인증서이다. 이러한 자체 서명된 인증서는 만들기 쉽고 비용도 들지 않는다. 그러나 어떠한 신뢰 가치도 제공하지 않는다.
예를 들어, 웹사이트 소유자가 자체 서명된 인증서를 사용하여 HTTPS 서비스를 제공하는 경우 해당 웹사이트를 방문하는 사람들은 자신이 의도한 목적지에 연결되어 있는지 확신할 수 없다. 그들이 아는 한, 악의적인 제3자가 동일한 보유자 이름을 가진 다른 자체 서명 인증서를 사용하여 연결을 리디렉션할 수 있다. 연결은 여전히 암호화되어 있지만 반드시 의도한 대상으로 연결되는 것은 아니다. 이에 비해 신뢰할 수 있는 CA에서 서명한 인증서는 사용자의 웹 브라우저가 발급 CA에 대해 인증서의 유효성을 별도로 검사하기 때문에 이 공격을 방지한다. 공격자의 인증서가 이 유효성 검사에 실패한다.

## 장점
자체 서명 인증서는 OpenSSL, 자바의 keytool, 어도비 리더, WolfSSL 및 애플의 키체인을 포함한 다양한 도구를 사용하여 무료로 생성할 수 있다. 사용자 정의가 쉽다. 예를 들어 키 크기가 더 크거나 추가 메타데이터를 보유할 수 있다. 이를 사용하면 인증서에 부적절하게 서명할 수 있는 제3자를 신뢰하는 문제가 발생하지 않는다. 자체 서명된 인증서 트랜잭션은 일반적으로 복잡한 인증서 체인 유효성 검사와 CRL 및 OCSP와 같은 인증서 해지 확인을 모두 제거하여 훨씬 작은 공격 표면을 제공한다.

## 같이 보기
- 인증 기관
- X.509
- Let's Encrypt